# جوزيف ماي (سياسي)
جوزيف ماي (بالإنجليزية: Joseph May)‏ هو سياسي نيوزلندي، ولد في 1816، وتوفي في 1890. انتخب عضو مجلس النواب النيوزيلندي.